# F.E. van der Aa Kühle
Frederik Emil van der Aa Kühle (22. marts 1852 – 30. december 1902) var en dansk fabrikant og politiker, bror til S.A. van der Aa Kühle.
Han var søn af oberst Nicolai Seier von Kühle (1815-1883) og Margrethe Emilie Kofoed (1828-1900). Kühle var grundlægger af en lakfabrik i Valby, som i 1900 blev overtaget af A. Stelling.
Fra 1901 til sin død havde han sæde i Københavns Borgerrepræsentation.
Han var gift med Agnes Armgard de la Laing (1851-1924).